# 基里爾·格沃吉安
基里爾·格沃吉安（俄語：Кирилл Геворгян，羅馬化：Kirill Gevorgian，1953年4月8日—），是一名俄羅斯外交官、法官。他曾在2003年至2009年擔任俄羅斯駐荷蘭大使。2014年，他當選國際法院法官，任期自次年開始。
2021年2月8日，格沃吉安當選國際法院副院長。
2022年3月，國際法院審理「俄羅斯立即停止對烏克蘭領土展開的軍事行動」一案中，格沃吉安因認為法院對該案件沒有管轄權為由而投下反對票，但最終該裁定仍以13：2之比數通過。儘管有這一結論，他還是對要求雙方不要加劇爭端的措施投下贊成票，因為正如他所宣稱的，「指示這種裁定的權利是法院固有的權利」。

## 外部連結
- Curriculum Vitae （页面存档备份，存于）（第50頁）